# Antoni Gałecki (profesor)

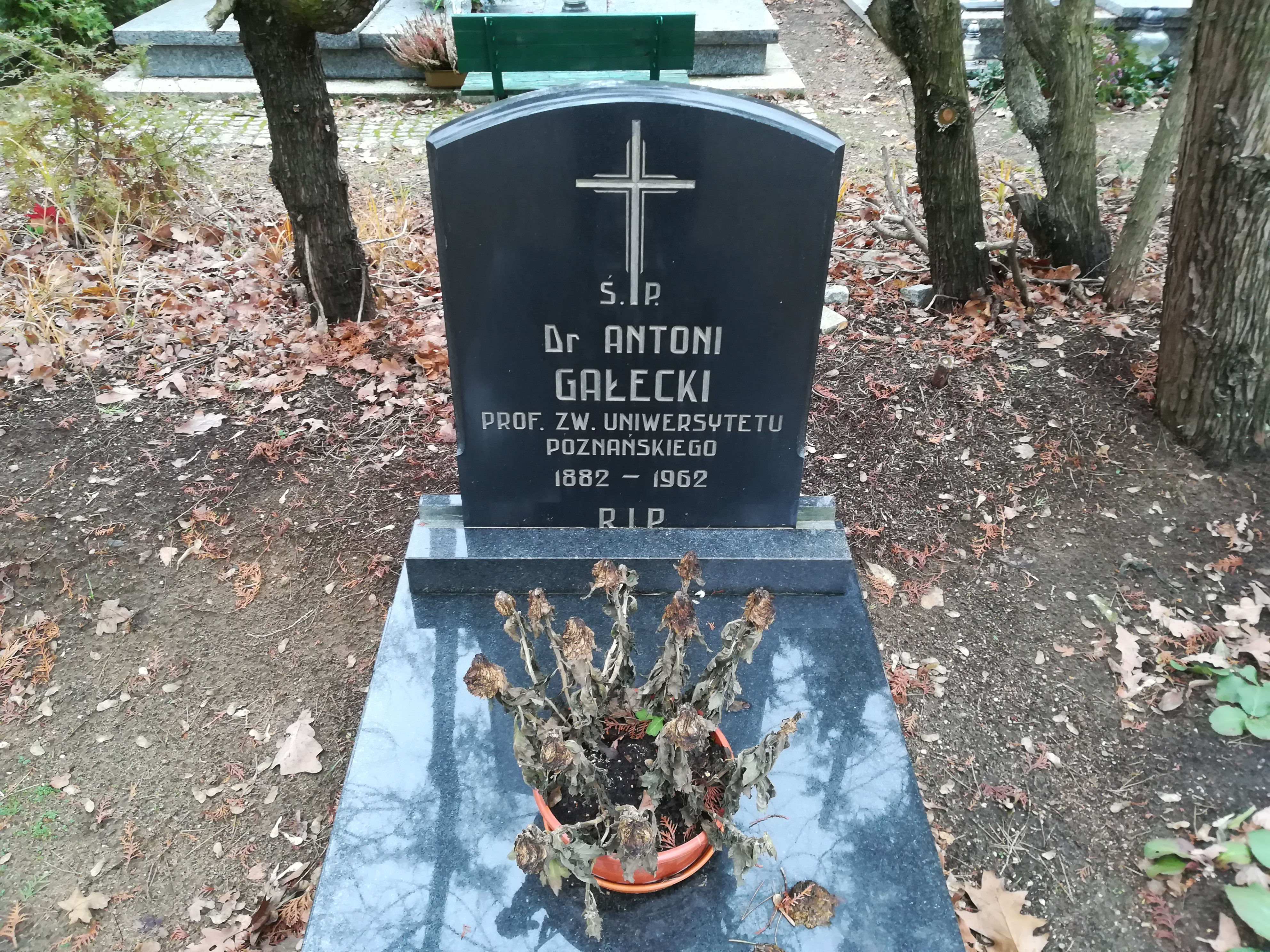
Grób na cmentarzu junikowskim

Antoni Gałecki (ur. 13 maja 1882 w Ardze, zm. 2 października 1962 w Poznaniu) – polski chemik, profesor.

## Życiorys
Syn Edwarda i Anny ze Starzyńskich. W 1903 ukończył szkołę średnią w Lublinie. Następnie, do 1905, uczęszczał na Wydział Przyrodniczy Uniwersytetu Warszawskiego. W latach 1907–1910 edukował się na Uniwersytecie Jagiellońskim, gdzie uzyskał stopień doktora filozofii. Habilitował się w 1914 na Uniwersytecie Jagiellońskim. W 1919 objął Katedrę Chemii Fizycznej na Uniwersytecie Poznańskim. 
Podczas II wojny światowej brał udział w organizacji Tajnego Uniwersytetu Ziem Zachodnich.
Prowadził badania w dziedzinie chemii koloidów, korozji i fotochemii. Napisał ponad 90 prac naukowych.
Został pochowany na Cmentarzu Junikowskim w Poznaniu (pole 21-1-1-1).

## Ordery i odznaczenia
- Krzyż Oficerski Orderu Odrodzenia Polski (30 września 1952)[2]
- Złoty Krzyż Zasługi (11 listopada 1936)[3]

## Nagrody
- Nagroda im. Simona (1918, Polska Akademia Umiejętności)

## Upamiętnienie
W 1989 r. jego imieniem została nazwana sala nr XI ówczesnego Collegium Chemicum UAM w Poznaniu przy ul. Grunwaldzkiej (obecnie Collegium Heliodori Święcicki).